# Château de Lacoste (Castelnaud-la-Chapelle)
Pour les articles homonymes, voir Château de Lacoste.
Le château de Lacoste, parfois écrit château de la Coste, est un château français implanté sur la commune de Castelnaud-la-Chapelle, dans le département de la Dordogne, en région Nouvelle-Aquitaine.
Le château fait l'objet d'une protection au titre des monuments historiques et son parc est un site classé.

## Localisation
Dans le Périgord noir, au sud-est du département de la Dordogne, le château de Lacoste est situé à deux kilomètres environ au sud-sud-est du village de Castelnaud-la-Chapelle et de son château, sur une hauteur en rive gauche du Céou, dominant sa vallée de plus d'une centaine de mètres.

## Historique et architecture

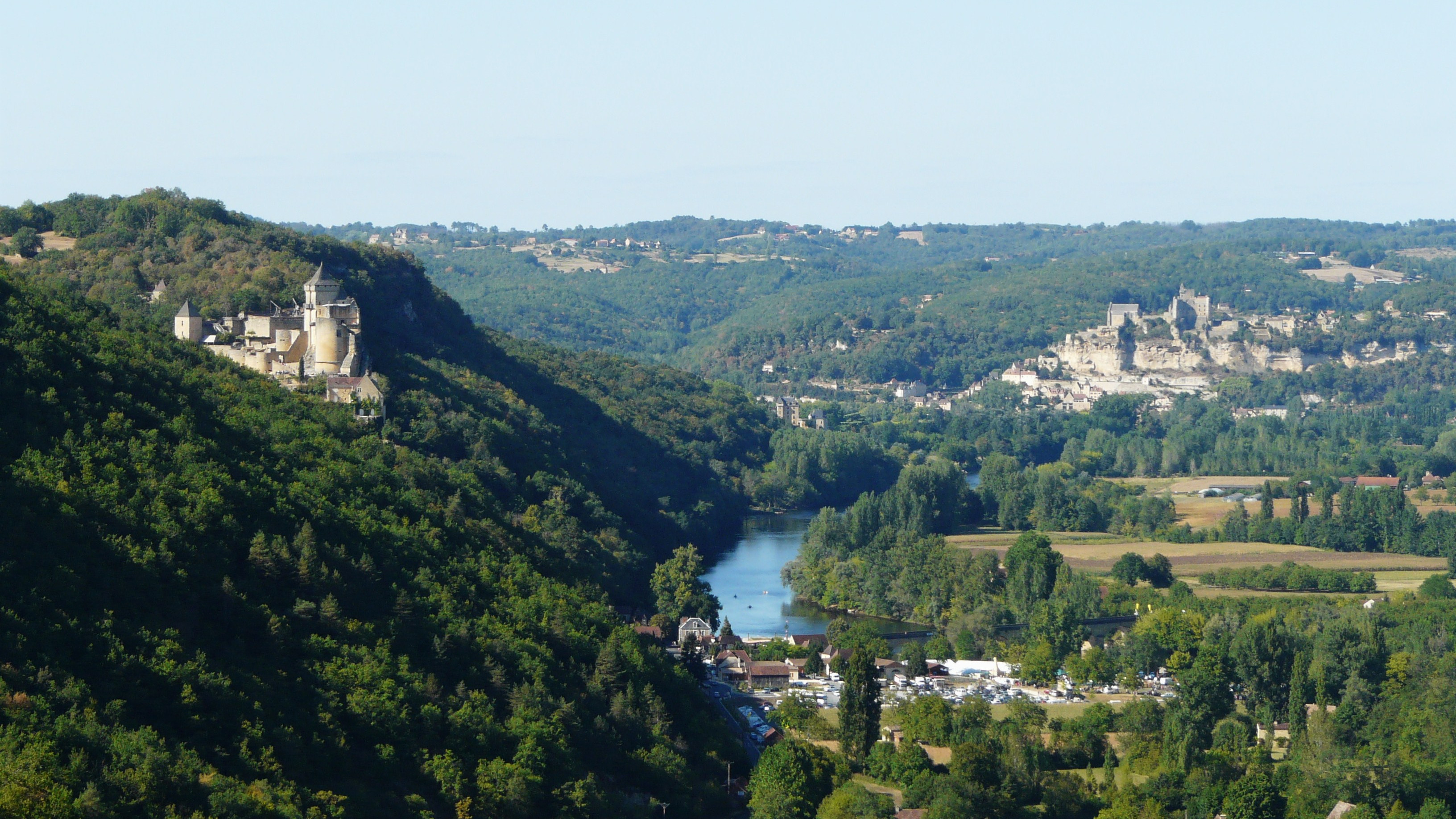
Vue sur la vallée de la Dordogne depuis le parc du château de Lacoste.

Sur la base d'un manoir du XVIIIe siècle est bâti au XIXe siècle l'actuel château de Lacoste.
L'ensemble se présente sous la forme d'un logis d'une trentaine de mètres de long avec rez-de-chaussée et étage, dont la façade d'honneur, agrémentée d'un fronton triangulaire, est située à l'ouest. Au nord-ouest et au sud-ouest, deux pavillons carrés proéminents ont été construits. Un autre logis, deux fois plus large, a été ajouté au nord-est, perpendiculairement au premier. Un troisième bâtiment, perpendiculaire au précédent, termine la construction à l'est, l'ensemble présentant une structure en forme de L.
L'édifice principal est entouré de communs au sud-ouest, d'une cour d'honneur précédée d'un portail à l'ouest, de jardins à la française au nord-ouest et d'une chapelle de style néogothique au nord-est.
Sur 18 hectares, le parc est un site classé depuis le 16 décembre 1969,. Au nord, depuis le parc, la vue s'étend sur la vallée de la Dordogne et deux de ses châteaux emblématiques, rivaux lors de la guerre de Cent Ans : Castelnaud, l'anglais, en rive gauche à deux kilomètres et Beynac, le français, en rive opposée, à presque cinq kilomètres de distance. Le parc présente également une fontaine et un lavoir du XVIIIe siècle et un imposant menhir, haut de 3,80 mètres.
Le 22 décembre 1970, le château de Lacoste est inscrit au titre des monuments historiques pour ses façades et ses toitures.
En 2011, des scènes de la série télévisée Rani sont tournées dans le domaine.

## Galerie de photos

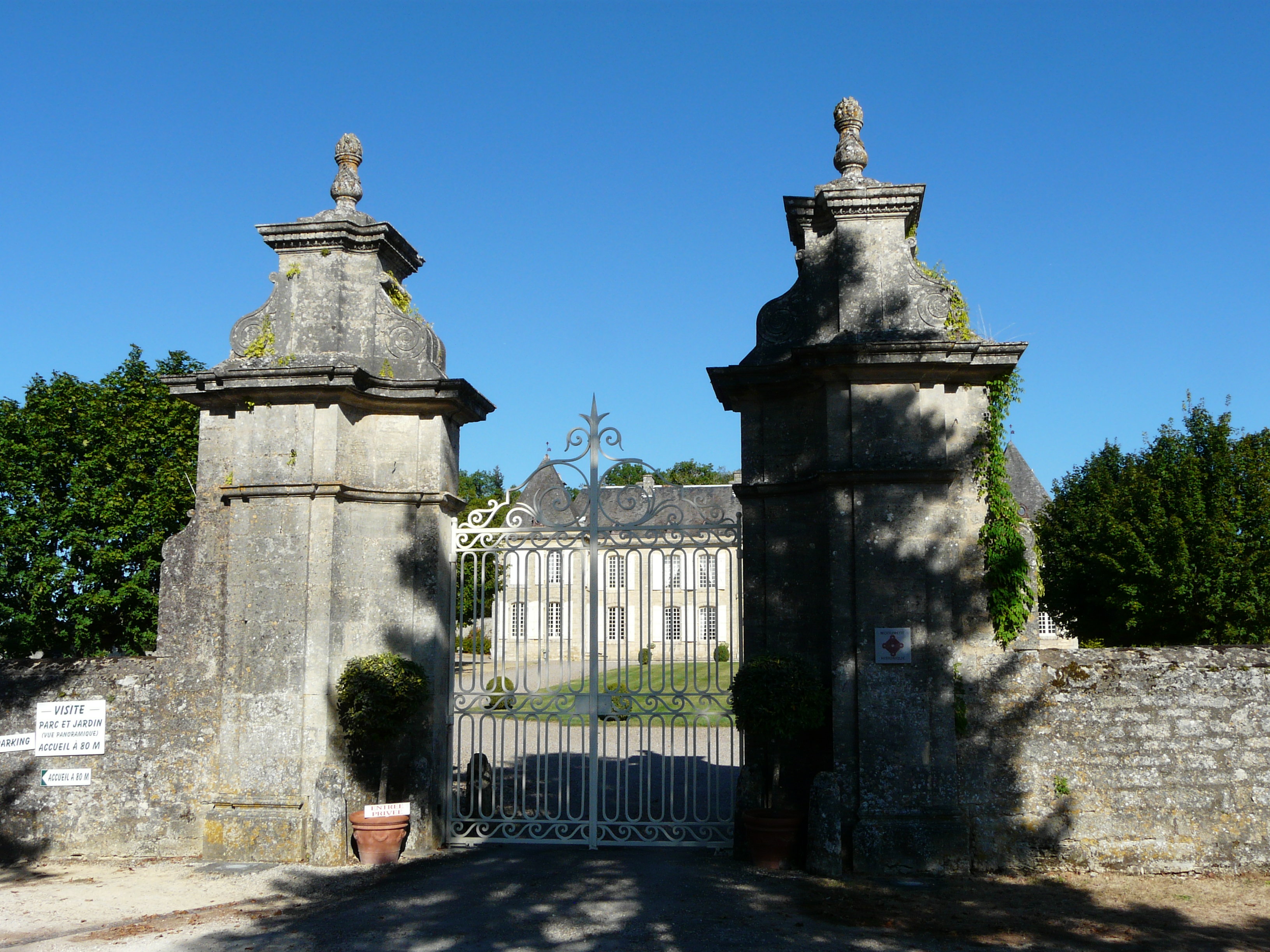
Le portail ouest.
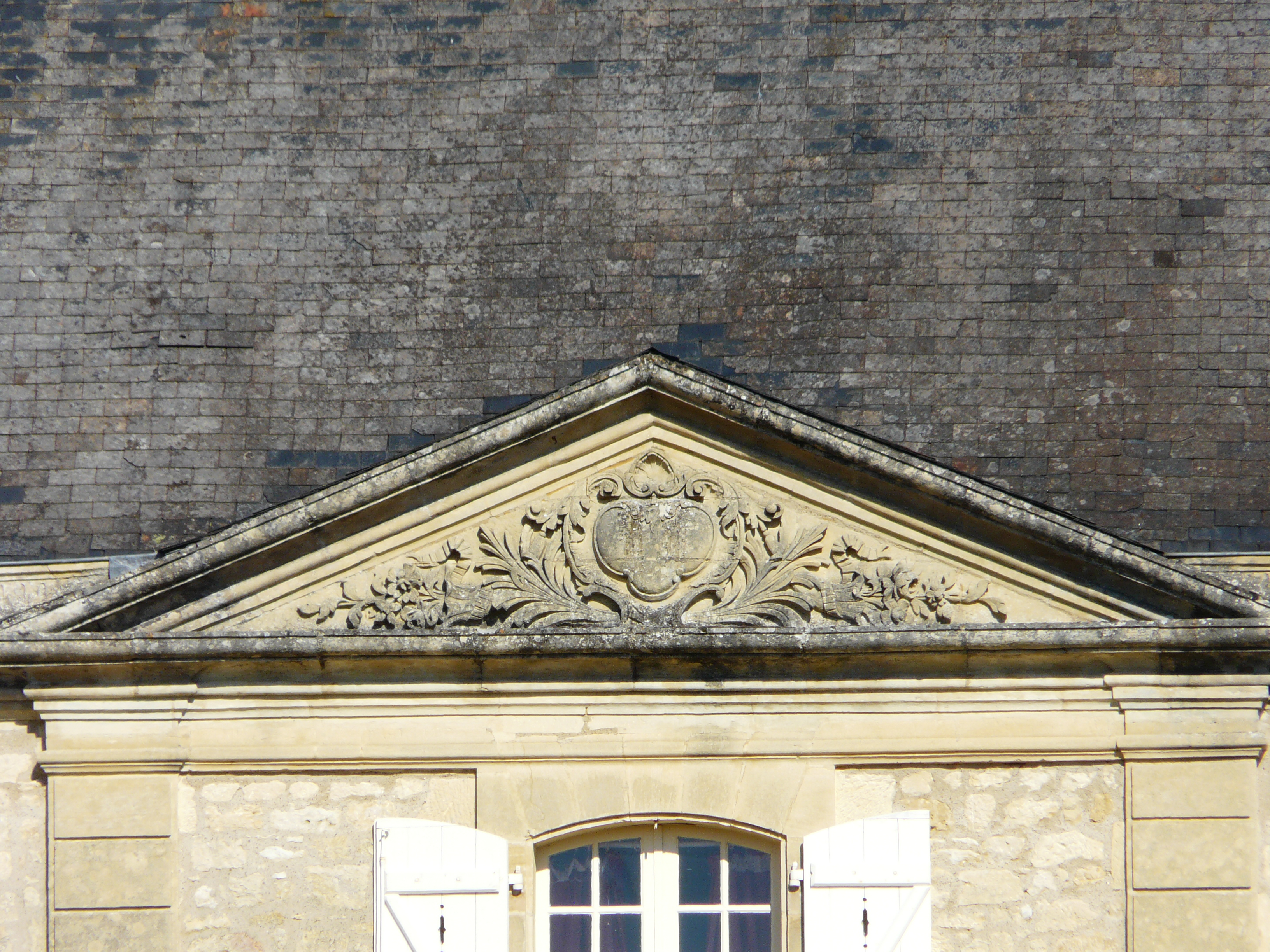
Le fronton de la façade ouest.
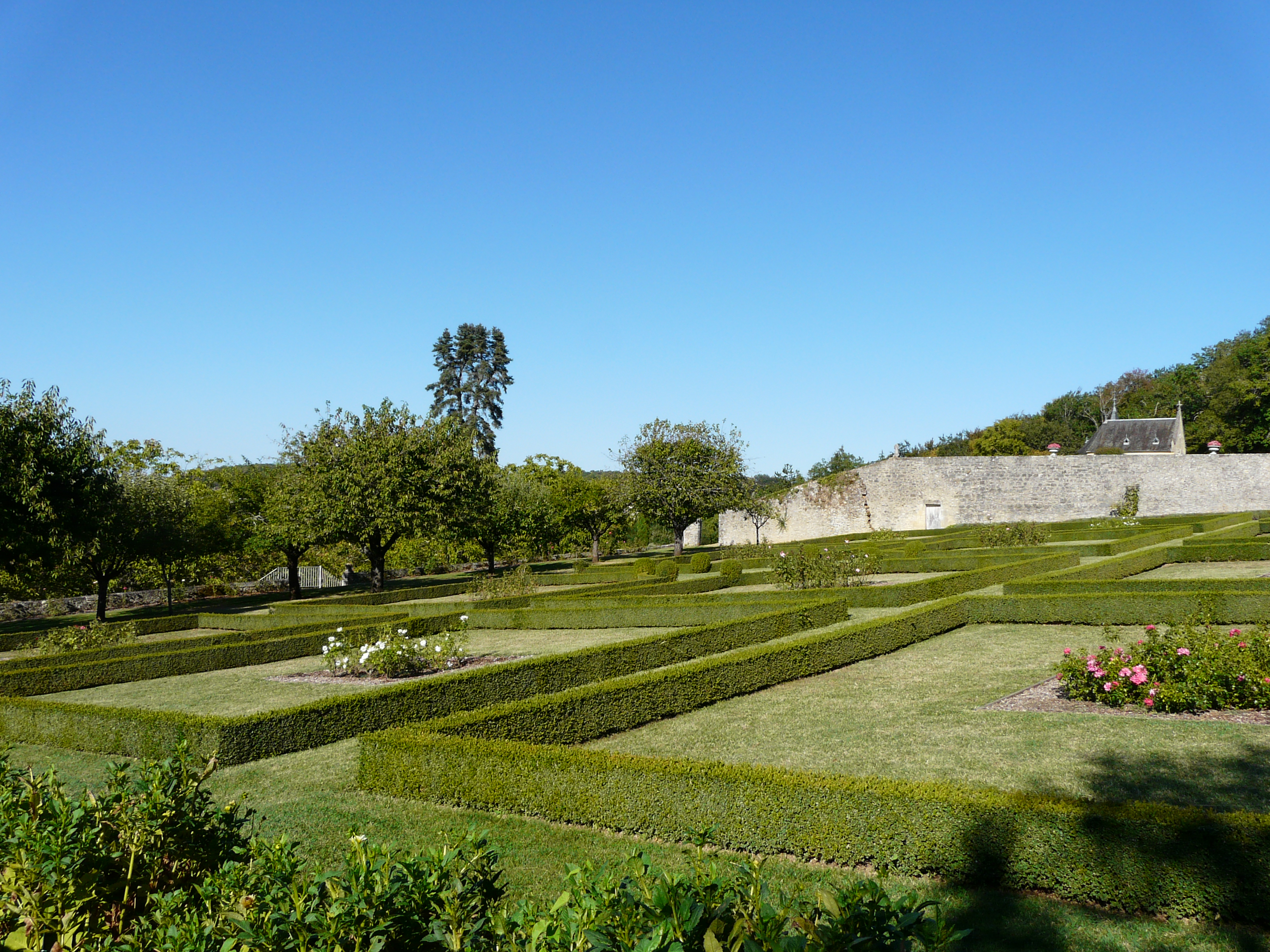
Les jardins à la française.
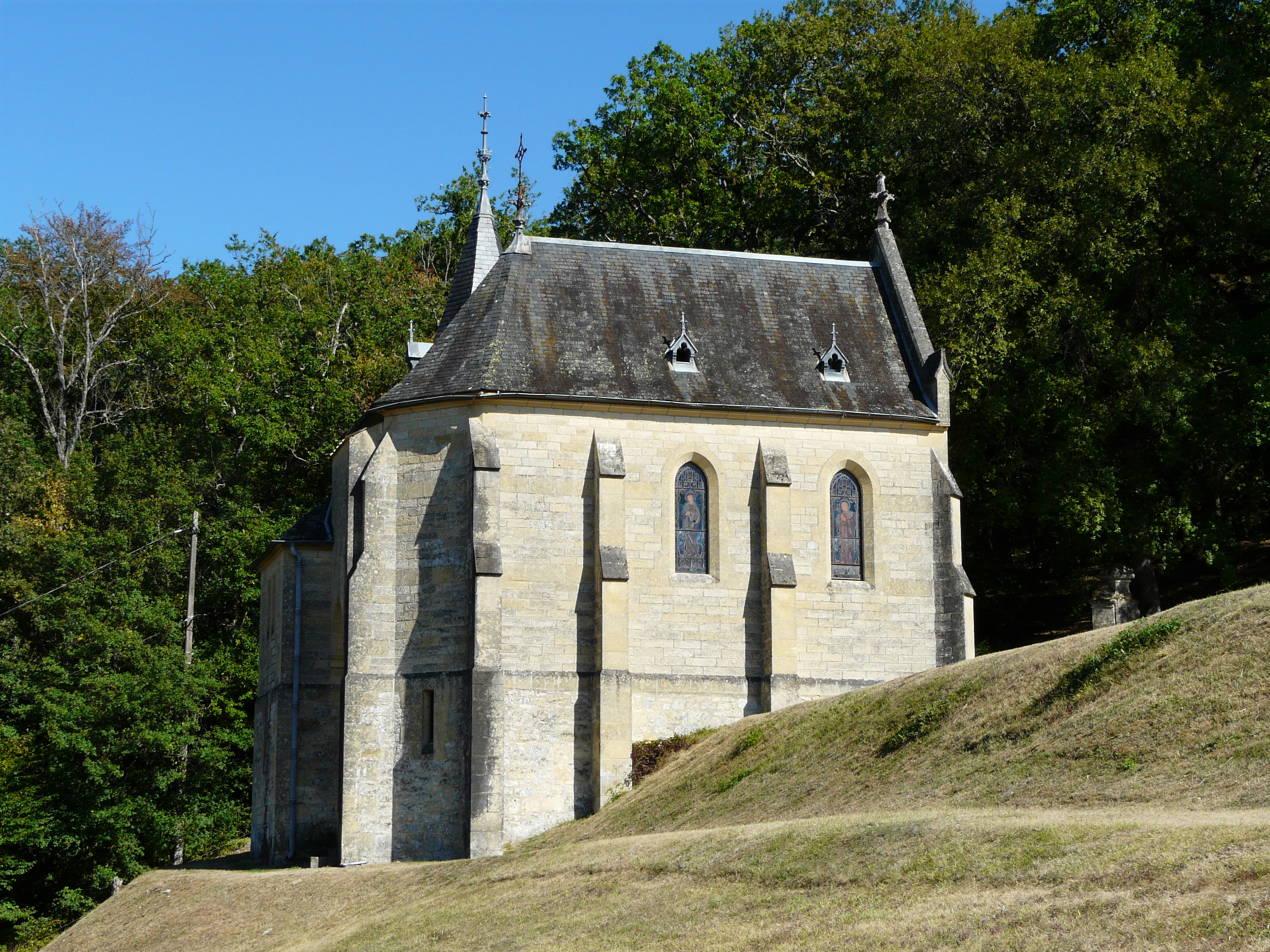
La chapelle néogothique.
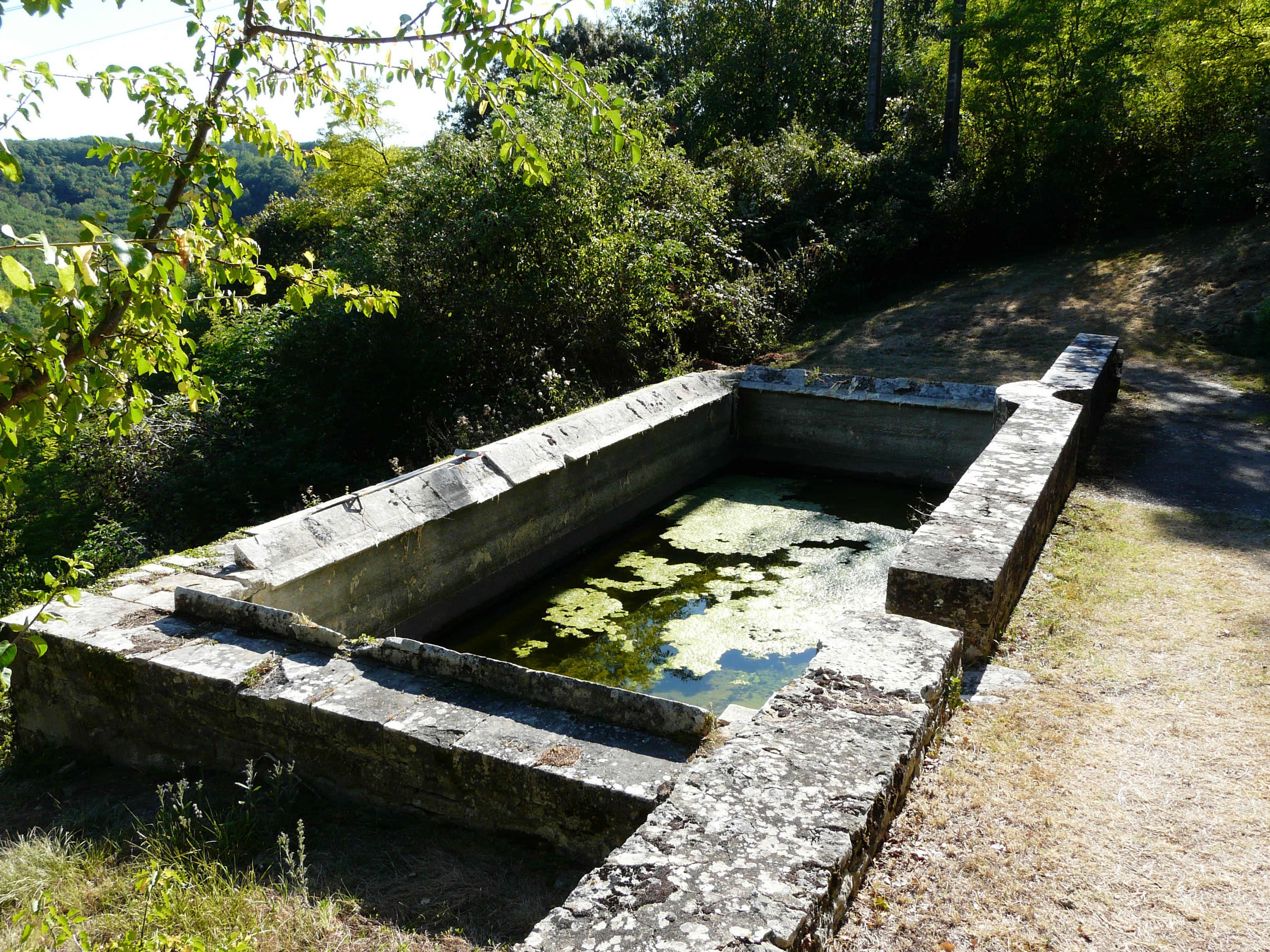
L'ancien lavoir.
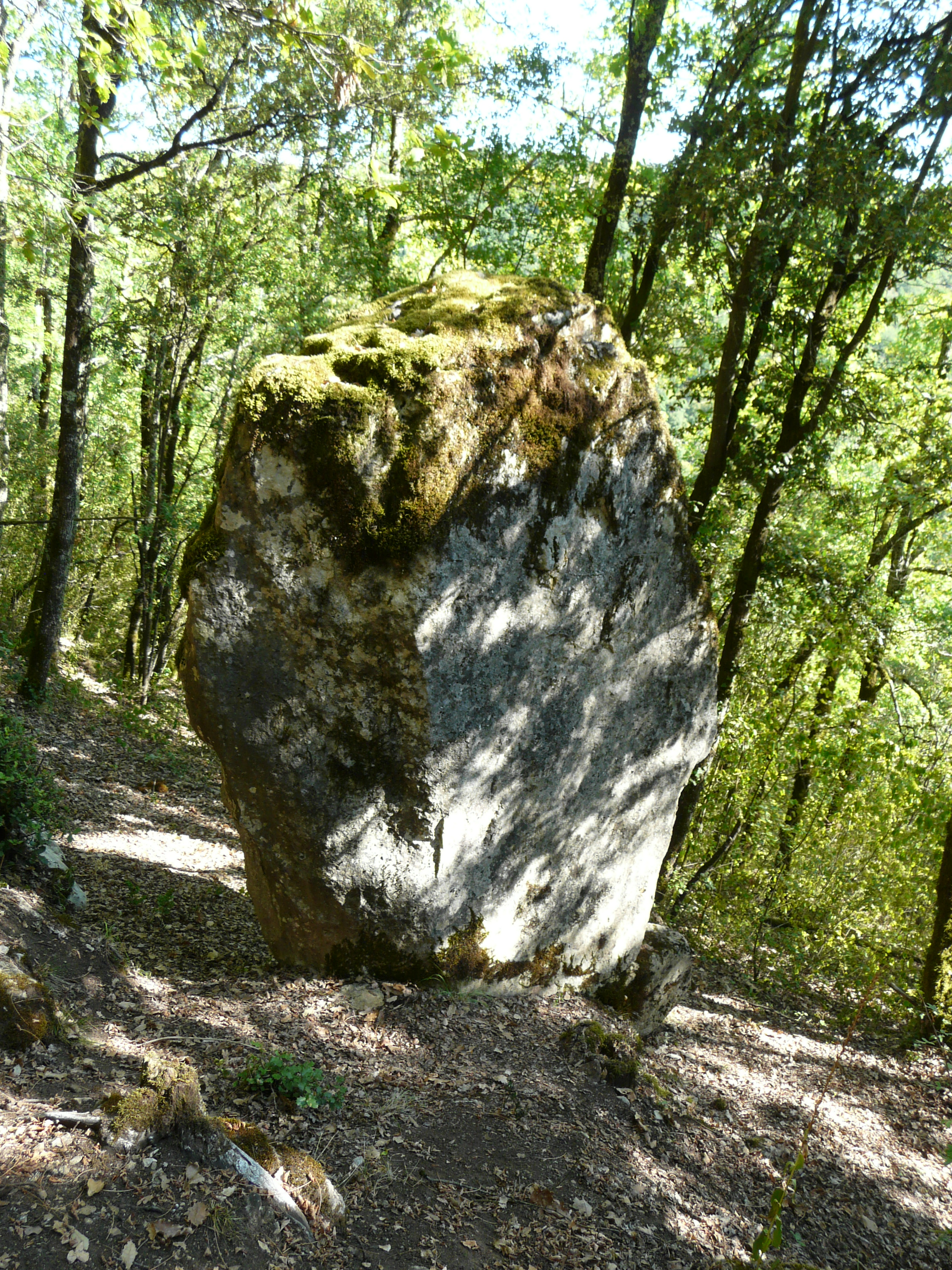
Le menhir.